# Textura afanítica

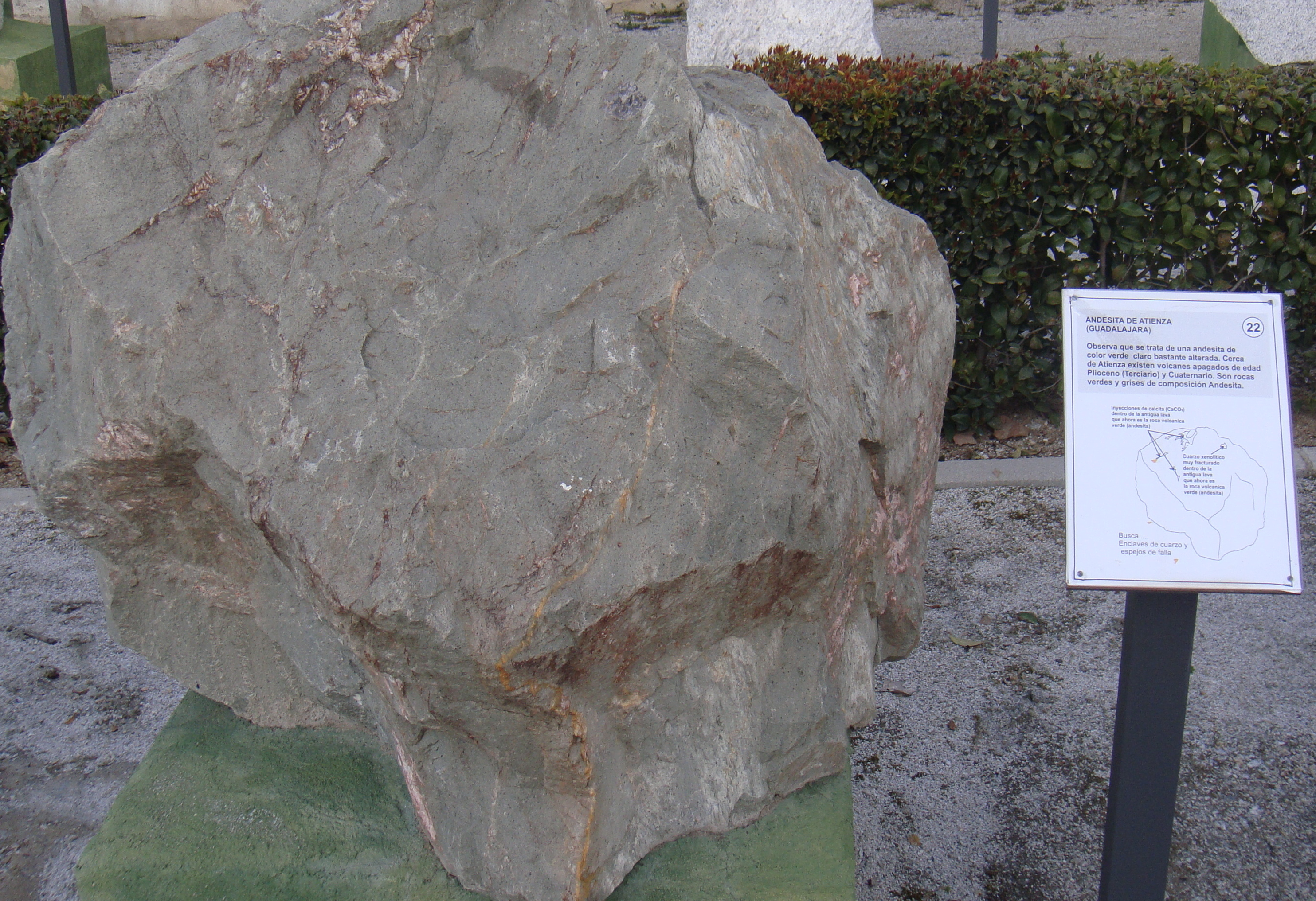
Andesita, típica roca amb textura afanítica

La textura afanítica (del grec aphanḗs, invisible) és una textura pròpia de les roques ígnies. El terme afanític s'empra per a descriure les roques magmàtiques que no presenten cristalls visibles a ull nu (generalment de mida inferior a 0,1 mm).Aquesta textura sovint la presenten roques formades a partir de la cristal·lització d'una lava prop de la superfície terrestre. Com a conseqüència de la ràpida cristal·lització de les roques extrusives (o volcàniques) a l'entrar en contacte amb l'atmosfera terrestre, molts minerals no tenen temps de desenvolupar cristalls grossos. Tot i que els cristalls afanítics no són observables a ull nu, si que es poden observar amb lupa o microscopi òptic. Alguns exemples de roques amb textura afaníca són el basalt, l'andesita o la riolita. La textura antònima a l'afanítica és la textura fanerítica.